# Draperstown
Draperstown es una ciudad situada en el condado de Londonderry, en Irlanda del Norte . Los habitanted de la localidad se refieren comúnmente a ella con el nombre de Ballinascreen (en irlandés Baile na Scríne o Baile na Croise). Su población en el censo de 2001 era de 1.638 habitantes. Administrativamente, pertenece al distrito de Magherafelt.
La ciudad se encuentra en el cruce de dos carreteras, tiene gran variedad de tiendas y comercios, tres lugares de culto, bares, dos colegios, tres parques industriales, mercado semanal de ovejas los viernes y ferias de ganadería en general. Es famosa por tener el único mercado de ovejas al aire libre que se celebra regularmente en toda Irlanda.

## Historia
Históricamente, es la unión de dos asentamientos. En tiempos isabelinos el cruce de caminos que más tarde se convertiría en Draperstown anunciaba un peaje y un estanque de patos junto a un fuerte.
El área de Ballinascreen estaba dividida entre dos compañías, la Worshipful Company of Drapers y la Worshipful Company of Skinner, y el cruce formaba la linde entre las dos. La zona fue olvidada por las dos compañías hasta el siglo XIX, cuando las tierras y las propiedades se alquilaron a otros.
La ciudad actual se fundó en 1798. El artífice de la unión fue Laughlin McNamee, que tenía un bar en Moneyneena, a 3.5km al noroeste del cruce. Cuando se dio cuenta de que su negocio iba a sufrir las consecuencias del traslado de la feria local, trasladó sus instalaciones al cruce de caminos y construyó una serie de casas junto a ellas. Laughlin está enterrado en el cementerio delante de la iglesia católica St Columba's, en Straw (1.5km al suroeste de Draperstown). El nuevo asentamiento recibió varios nombres: the Cross of Ballinascreen, Moyheeland, y Burboy.
En 1812 la Drapers' Company volvió a tener interés en su parte, y construyóuna nueva ciudad en la parte occidental de sus tierras. A esta ciudad se referían como Draperstown, y este fue el nombre que más tarde reconoció la oficina de correos.
En los años 40 del siglo XIX, la ciudad ganó notoriedad por ser un lugar con un grave e inusual problema de drogas.